# ميلتون ويكسلر
ميلتون ويكسلر (بالإنجليزية: Milton Wexler)‏ هو محامي وكاتب سيناريو أمريكي، ولد في 24 أغسطس 1908 في سان فرانسيسكو في الولايات المتحدة، وتوفي في 16 مارس 2007 في سانتا مونيكا في الولايات المتحدة.

## وصلات خارجية
- ميلتون ويكسلر على موقع IMDb (الإنجليزية)
- ميلتون ويكسلر على موقع قاعدة بيانات الفيلم (الإنجليزية)